# Nedre Bitartjärnen
Nedre Bitartjärnen är en sjö i Sollefteå kommun i Ångermanland och ingår i Ångermanälvens huvudavrinningsområde.